# گویش لومبارد شرقی
لومبارد شرقی به مجموعه ای از گویش های نزدیک به هم هاز زبان لومبارد گفته می شود که در کشور ایتالیا حدود یک و نیم میلیون نفر گویشور دارد. بیشتر گویشوران این زبان در مناطق شمالی کشور ایتالیا ساکن هستند..